# Schloss Ehrenfels (Hayingen)

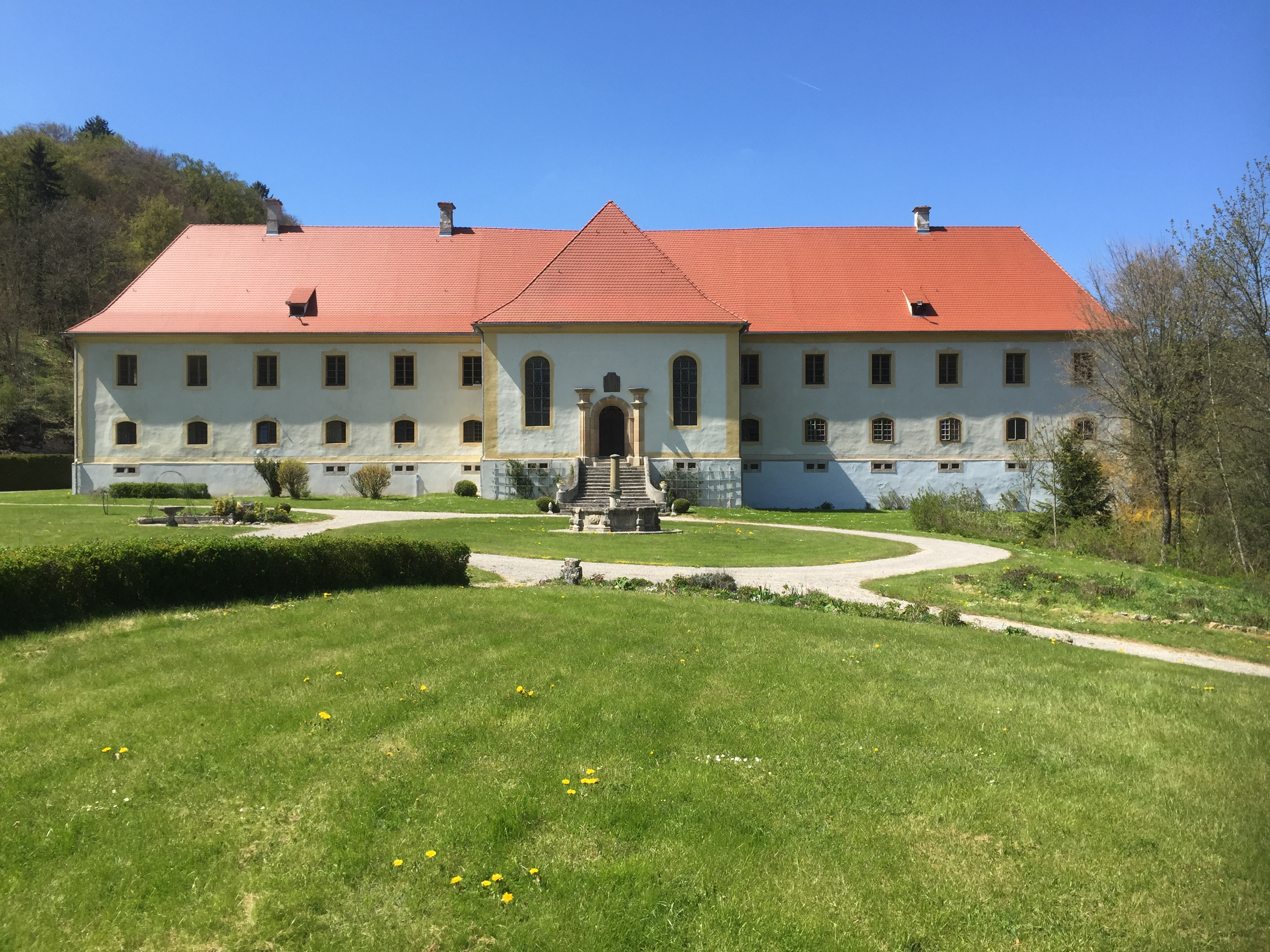
Schloss Ehrenfels und Park (2016)

Schloss Ehrenfels liegt in Baden-Württemberg auf der Schwäbischen Alb zwischen Hayingen und Zwiefalten. Es gehört zur Stadt Hayingen im Landkreis Reutlingen. Am Hasenbach auf einer Anhöhe oberhalb der Grenzen des Glastales und des Werftales nahe der Wimsener Höhle gelegen, ist es von der Straße schwer zu erblicken.

## Geschichte

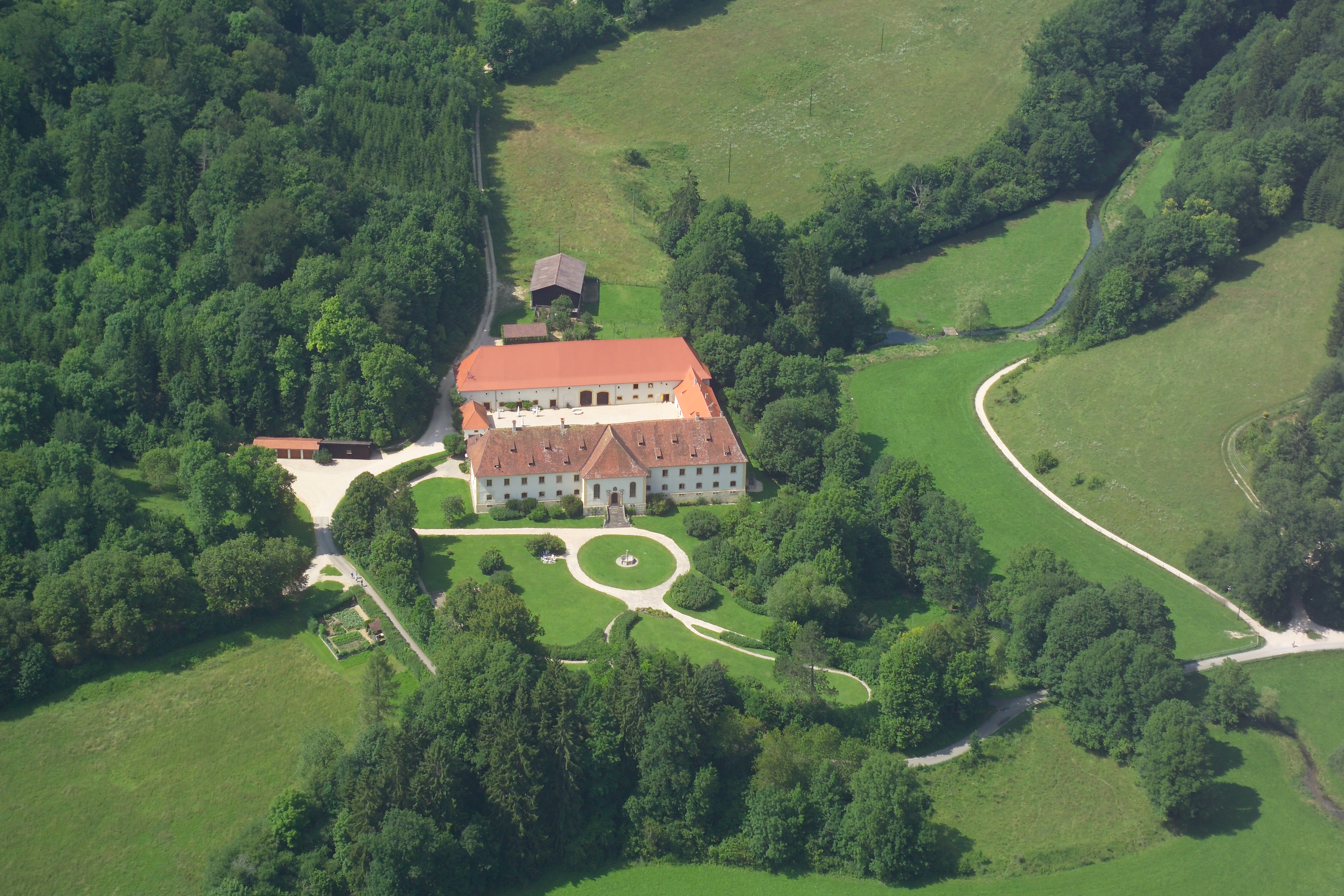
Schloss Ehrenfels (2005)

Am Standort eines ehemaligen Klosters gelegen, erinnert Schloss Ehrenfels an einen großen Gutshof. Von 1735 bis 1740 ließ der Abt des Klosters Zwiefalten, Augustin Stegmüller, das Schloss als Sommerresidenz anstatt eines Meierhofes in einem einfachen Barockstil erbauen.
Das Schloss liegt über dem 66 m langen Keller, der in den Stein geschlagen wurde. Dieser wurde als Vorratskeller des Klosters genutzt, da in Zwiefalten aufgrund des sumpfigen Bodens kein Keller gegraben werden konnte. Noch heute befindet sich über der Eingangstür zum Hof hin das Wappen des Abtes Stegmüllers. Die einstige Kapelle der Mönche ist ebenfalls noch erkennbar, sowie die ausgetretenen Böden im Erdgeschoss, insbesondere zur Küche der Mönche hin.
1803 fiel Schloss Ehrenfels im Rahmen der Säkularisation des Klosters Zwiefalten dem württembergischen Herzog Friedrich II. zu. Dieser schenkte das Gebäude mit Wimsen im selben Jahr seinem württembergischen Staatsminister Philipp Christian Friedrich Freiherr von Normann (1756–1817) als Würdigung seiner Leistungen bei den Verhandlungen mit Napoleon und den Franzosen. Normann gelang es, in diesen Verhandlungen Gebietszugewinne zu erreichen und die Fläche Württembergs zu verdoppeln. Zudem verhalf er Friedrich zur Königswürde und wurde selbst mit dem Namen Normann-Ehrenfels in den Grafenstand erhoben. Normann verwendete die Residenz als Adelssitz, der Altar wurde entfernt und eine Freitreppe hin zum Barockpark gebaut. An dieser Seite zum Park hin sieht man sein Wappen. Die Wohnräume der Mönche wurden mit Wappen und Holztafeln behangen. Bis 2015 war das Schloss im Besitz von dessen Urenkel Roland Freiherr von Saint-André.

## Aktuelle Situation
Roland Freiherr von Saint-André, als Eigentümer von Schloss Ehrenfels, Wimsen und Umgebung, lag es am Herzen, das Anwesen von historischer Bedeutung zu erhalten. Im September 2015 verstorben, hat die Tochter und Erbin, Nicoletta Freifrau von Saint-André, im Sinne ihres Vaters dafür gesorgt, dass die „Schloss Ehrenfels Saint-André Stiftung“ genehmigt und errichtet wird. Die Stiftung bürgerlichen Rechtes mit Sitz auf Schloss Ehrenfels dient dem Zwecke der Förderung von Kunst, Kultur, und historischer Geschichte sowie dem Denkmalschutz und der Denkmalpflege. Es wird zudem für Veranstaltungen jeglicher Art benutzt und kann (nach Vereinbarung) besichtigt werden.

## Alt-Ehrenfels bzw. Burg Ehrenfels

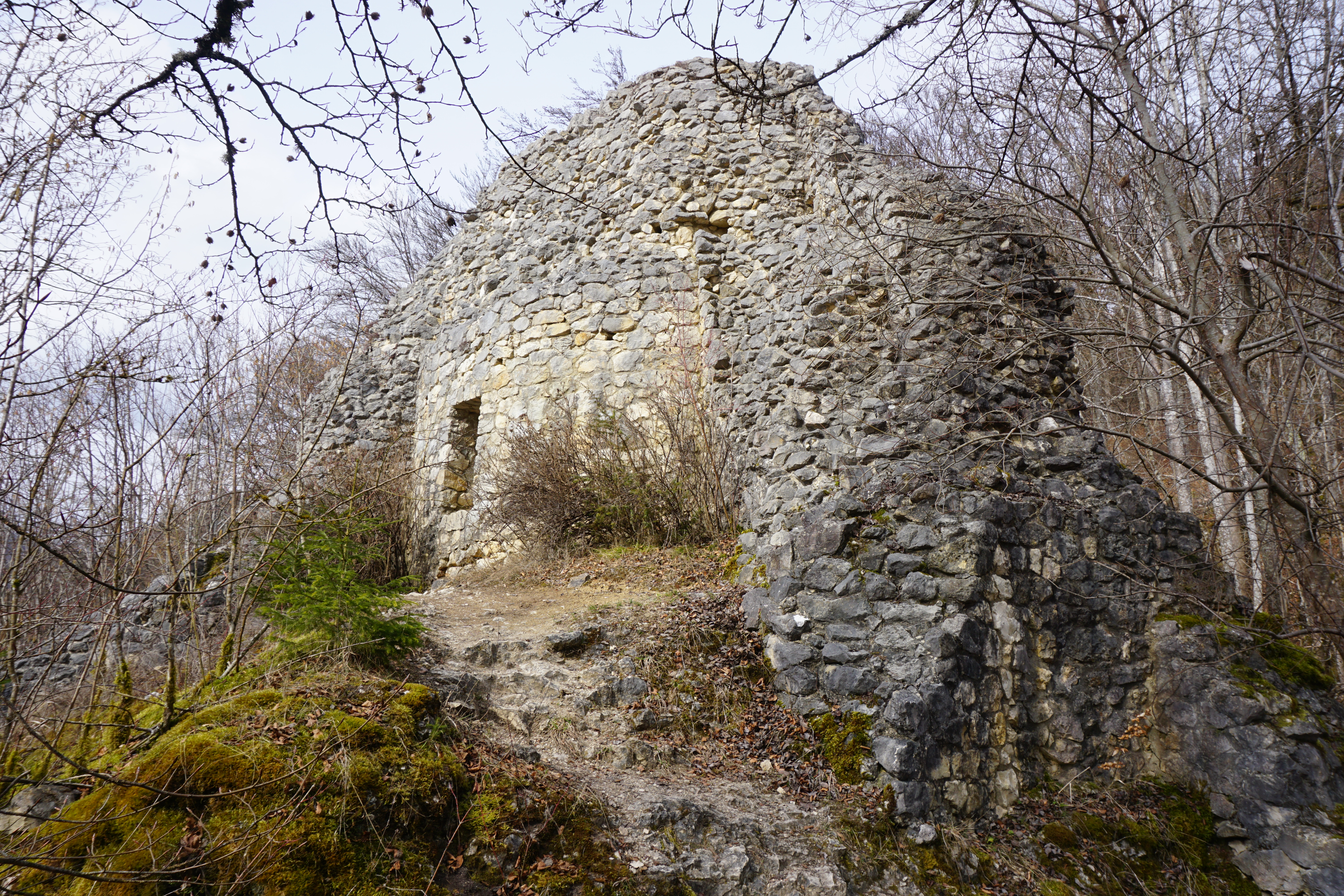

Etwa einen Kilometer vom Schloss entfernt befindet sich die Ruine Alt-Ehrenfels oder auch Burg Ehrenfels. Diese ist von den Dienstleuten der Gundelfinger im 13. Jahrhundert erbaut worden, welche sich selbst den Beinamen Ehrenfels gaben. Im Jahr 1474 wurde die Burg an das Kloster Zwiefalten verkauft, nachdem sie zuvor der Hohensteiner Familie und später Württemberg gehört hatte. Seit dem Verkauf verfiel das Gemäuer; Räuber sollen sich dort aufgehalten haben, welche Überfälle auf dem damals vorbeiführenden Handelsweg ausübten und Alt-Ehrenfels als Zufluchtsort nutzten. Daher wurde die Burg 1516 auf Befehl des Zwiefaltener Abtes Sebastian zerstört.